# Élections municipales de 1871 dans la Somme
Les élections municipales ont eu lieu les 30 avril et 7 mai 1871 dans la Somme.
Ces élections se déroulent dans un contexte de grands troubles dans le pays. Alors que la toute jeune IIIe République s'installe avec une majorité parlementaire d'Ordre moral et commence la répression de la Commune de Paris, le département est encore occupé par les troupes allemandes dans le cadre de l'armistice signé à la suite de la défaite française de 1870-1871.
Le résultat marque le retour en force des monarchistes (bonapartistes et légitimistes), écartés pendant la guerre par la nouvelle administration préfectorale républicaine.

## Maires sortants et maires élus
Les maires élus à la suite des élections municipales dans les communes de plus de 2 000 habitants :
| Commune                                     | Population | Maire sortant            | Opinion | Opinion      | Maire élu                 | Opinion | Opinion      |
| ------------------------------------------- | ---------- | ------------------------ | ------- | ------------ | ------------------------- | ------- | ------------ |
| Abbeville                                   | 19 385     | Jean-Antoine Vayson *    |         | Libéral      | Alexandre Courbet-Poulard |         | Légitimiste  |
| Airaines                                    | 2 270      | Auguste Machy            |         | Rép.         | Auguste Machy             |         | Rép.         |
| Albert                                      | 4 019      | Édouard Prévôt           |         | Bonapartiste | Firmin Lenoir             |         | Rép.         |
| Amiens                                      | 61 063     | Albert Dauphin           |         | Libéral      | Albert Dauphin            |         | Libéral      |
| Beauquesne                                  | 3 003      | Jean-Baptiste Briaux     |         | Rad.         | Jean-Baptiste Briaux      |         | Rad.         |
| Beauval                                     | 2 640      | Alexandre Hordequin      |         | Rép.         | Alexandre Hordequin       |         | Rép.         |
| Cayeux-sur-Mer                              | 3 026      | Joseph Fournier          |         | Libéral      | Jean-Baptiste Forget      |         | Légitimiste  |
| Corbie                                      | 3 346      | Eugène Cressin           |         | Bonapartiste | Eugène Cressin            |         | Bonapartiste |
| Doullens                                    | 4 706      | Abel Briois              |         | Bonapartiste | Abel Briois               |         | Bonapartiste |
| Épehy                                       | 2 030      | Charles Roland           |         | Rép.         | Charles Roland            |         | Rép.         |
| Gamaches                                    | 2 035      | Louis Fontaine           |         | Rép.         | Louis Delattre            |         | Bonapartiste |
| Ham                                         | 2 728      | Auguste Gomart           |         | Rép.         | Émile Vavasseur           |         | Libéral      |
| Harbonnières                                | 2 091      | Charles-Augustin Bernard |         | Rép.         | Charles-Augustin Bernard  |         | Rép.         |
| Montdidier                                  | 4 326      | Guillaume-Paul Durand    |         | Rép.         | Charles Mangot            |         | Bonapartiste |
| Moreuil                                     | 2 638      | Artus Gru *              |         | Rad.         | Joseph Grenot             |         | Libéral      |
| Nesle                                       | 2 214      | Louis Noë                |         | Bonapartiste | Albert Lallouette         |         | Orléaniste   |
| Péronne                                     | 4 262      | Théophile Fournier       |         | Rép.         | Alexandre Villemant       |         | Bonapartiste |
| Rosières-en-Santerre                        | 2 308      | Alfred Tassart           |         | Libéral      | Alfred Tassart            |         | Libéral      |
| Roye                                        | 3 993      | Louis Masurier           |         | Rép.         | Henri Bertin              |         | Bonapartiste |
| Rue                                         | 2 366      | Louis Loisel             |         | Rép.         | Louis Loisel              |         | Rép.         |
| Saint-Valery-sur-Somme                      | 3 674      | Gustave Hérichard        |         | Rép.         | Édouard d'Arras           |         | Légitimiste  |
| Vignacourt                                  | 3 612      | Charles Copin            |         | Libéral      | Charles Copin             |         | Libéral      |
| Villers-Bretonneux                          | 4 235      | Jean-Baptiste d'Heilly   |         | Orléaniste   | Jean-Baptiste d'Heilly    |         | Orléaniste   |
| * Ne se représente pas - Maires provisoires |            |                          |         |              |                           |         |              |

### Résultats en nombre de mairies
| Opinions                  | Opinions                  | Maires sortants | Maires élus | Évolution     |
| ------------------------- | ------------------------- | --------------- | ----------- | ------------- |
|                           | Bonapartistes             | 4               | 6           | 2             |
|                           | Légitimistes              | 0               | 3           | 3             |
|                           | Orléanistes               | 1               | 2           | 1             |
| Total droite monarchiste  | Total droite monarchiste  | 5               | 11          | 6             |
|                           | Républicains modérés      | 11              | 6           | 5             |
|                           | Républicains radicaux     | 2               | 1           | 1             |
| Total gauche républicaine | Total gauche républicaine | 13              | 7           | 6             |
|                           | Conservateurs libéraux    | 5               | 5           | en stagnation |
| Total centre conservateur | Total centre conservateur | 5               | 5           | en stagnation |
| Total                     | Total                     | 23              | 23          |               |

## Résultats
L'élection des conseillers municipaux étant au scrutin majoritaire plurinominal sous la IIIe République, les résultats indiqués ci-dessous représentent le nombre moyen de voix par liste.

### Amiens
Maire sortant : Albert Dauphin (Libéral) depuis 1868.
36 sièges à pourvoir
| Tête de liste             | Tête de liste    | Liste                   | Premier tour | Premier tour | Premier tour | Second tour | Second tour | Second tour | Sièges |
| Tête de liste             | Tête de liste    | Liste                   | Voix         | %            | Élus         | Voix        | %           | Élus        | CM     |
| ------------------------- | ---------------- | ----------------------- | ------------ | ------------ | ------------ | ----------- | ----------- | ----------- | ------ |
|                           | Albert Dauphin * | Libéraux - Monarchistes |              |              | 13           |             |             | 23          | 36     |
| Liste municipale libérale |                  |                         |              |              | 13           |             |             | 23          | 36     |
|                           |                  |                         |              |              |              |             |             |             |        |
| Inscrits                  | Inscrits         | Inscrits                | 18 049       | 100,00       |              | 18 049      | 100,00      |             |        |
| Abstentions               | Abstentions      | Abstentions             | 12 564       | 69,61        | 12 689       | 70,30       |             |             |        |
| Votants                   | Votants          | Votants                 | 5 485        | 30,39        | 5 360        | 29,70       |             |             |        |
| Blancs et nuls            |                  |                         |              |              |              |             |             |             |        |
| Exprimés                  |                  |                         |              |              |              |             |             |             |        |
| * Maire sortant           |                  |                         |              |              |              |             |             |             |        |

Maire élu : Albert Dauphin (Libéral)